# Lüdenscheid (stacja kolejowa)
Lüdenscheid – stacja kolejowa w Lüdenscheid, w kraju związkowym Nadrenia Północna-Westfalia, w Niemczech. Znajduje się tu 1 peron.